# Hlavní stan vrchního velení
Hlavní stan vrchního velení (rusky Ставка Верховного главнокомандования, Stavka Verchovnogo glavnokomandovanija, Ставка ВГК, СВГК) byl nejvyšší orgán strategického vedení sovětských ozbrojených sil za druhé světové války.

## Hlavní stan za sovětsko-finské války
Dne 9. prosince 1939 byl pro řízení Rudé armády v sovětsko-finské válce vytvořen Hlavní stan hlavního velení (Ставка Главного командования, Stavka Glavnogo komandovanija) ve složení:
- Kliment Jefremovič Vorošilov (lidový komisař obrany)
- Josif Vissarionovič Stalin (tajemník ÚV VKS(b))
- Nikolaj Gerasimovič Kuzněcov (lidový komisař námořnictva)
- Boris Michajlovič Šapošnikov (náčelník generálního štábu Rudé armády)

Dne 5. ledna 1940 byl přejmenován na Hlavní stan Hlavní vojenské rady (Ставка Главного военного совета, Stavka Glavnogo vojennogo soveta), v březnu po skončení vojenských akcí byl rozpuštěn.

## Hlavní stan za Velké vlastenecké války

### Historie
Hlavní stan (Ставка, Stavka) vznikl společným usnesením předsednictva Nejvyššího sovětu, Rady lidových komisařů a ÚV VKS(b) z 23. června 1941 jako Hlavní stan hlavního velení (Ставка Главного командования). Od 30. června 1941 byl podřízen Státnímu výboru obrany. Rozhodnutím Státního výboru obrany z 10. července 1941 byl přejmenován na Hlavní stan vrchního velení (Ставка Верховного командования). V souvislosti se zavedením funkce vrchního velitele a existencí (od 10. července) Hlavních velení směrů (Главные командования направлений) byl 8.  srpna 1941 opět přejmenován na Hlavní stan nejvyššího hlavního velení (Ставка Верховного главнокомандования, v české literatuře se používá název Hlavní stan vrchního velení). Zrušen byl po skončení bojů 3. září 1945.

### Poznámka
Hlavní stan vrchního velení stejně tak jak Státní výbor obrany, byly státní instituce, které přímo osobně řídil sám Stalin, který také operativně direktivním způsobem určoval, kdo se bude jednotlivých zasedání těchto orgánů účastnit bez ohledu na to zdali dotyčný byl či nebyl jeho formálním členem. Stalinovu rozhodnutí se nikdo neodvážil odporovat.[zdroj?] Stávalo se jen zřídkakdy, že by se příslušný orgán sešel kompletní (všichni jeho řádní členové), neboť zejména sovětští generálové a maršálové SSSR velmi často pobývali na frontě u vojsk.[zdroj?]

### Složení
| Období   | 23. června – 10. července 1941  | 10. července 1941 – 17. února 1945 | 17. února – 3. září 1945         |
| -------- | ------------------------------- | ---------------------------------- | -------------------------------- |
| předseda | Semjon Konstantinovič Timošenko | Josif Vissarionovič Stalin         | Josif Vissarionovič Stalin       |
| členové  | Josif Vissarionovič Stalin      | Vjačeslav Michajlovič Molotov      | Georgij Konstantinovič Žukov     |
| členové  | Vjačeslav Michajlovič Molotov   | Semjon Konstantinovič Timošenko    | Alexandr Michajlovič Vasilevskij |
| členové  | Semjon Michajlovič Buďonnyj     | Semjon Michajlovič Buďonnyj        | Nikolaj Alexandrovič Bulganin    |
| členové  | Kliment Jefremovič Vorošilov    | Kliment Jefremovič Vorošilov       | Aleksej Innokent'jevič Antonov   |
| členové  | Georgij Konstantinovič Žukov    | Boris Michajlovič Šapošnikov       | Nikolaj Gerasimovič Kuzněcov     |
| členové  | Nikolaj Gerasimovič Kuzněcov    | Georgij Konstantinovič Žukov       |                                  |